# Gottfried Schaper
Gottfried Diedrich Christopher Schaper (2. december 1775 i Hamborg – 21. november 1851 i København) var en dansk murermester, arkitekt og kunstsamler.
Han blev uddannet arkitekt på Det Kongelige Danske Kunstakademi, hvor han vandt den lille og store sølvmedalje henholdsvis 1793 og 1794 og deltog i guldmedaljekonkurrencen 1795 uden at vinde.
Schaper blev gift 24. december 1797 i København med Nicoline Margrethe Harsdorff (døbt 2. september 1776 i København - 3. januar 1852 sammesteds), datter af sin professor Caspar Frederik (Friedrich) Harsdorff og Elisabeth (Elsebeth) Margrethe Fortling.
Schaper arbejdede som murermester og konduktør hos svigerfaderen, men har ikke efterladt sig kendte, selvstændige værker bortset fra gravmælet for lægen og digteren Johan Clemens Tode. Monumentet er en trekantet marmorstøtte, der ifølge Schaper selv er inspireret af soklen til en antik trefod i Dresden. Som mange af tidens driftige bygmestre var også Schaper officer i det borgerlige artilleri, hvor han blev løjtnant.
Langt større betydning havde Schaper som samler af europæisk grafik. Han opbyggede en fornem samling, hvoraf en del kom i Benjamin Wolffs besiddelse. Dele af samlingen er nu i Den Kongelige Kobberstiksamling. Han har også selv udført enkelte blade, fx Et gammelt bondehus (Vejle Kunstmuseum, ætsning).
Parrets søn, Gaspar Frederik Harsdorff Schaper (20. oktober 1798 i København - 20. marts 1822) var også arkitekt. Han var elev af faderen og besøgte Kunstakademiet for at uddanne sig til bygmester. Som konduktør under C.F. Hansen, ved sin morfaders bygningsværk i Roskilde Domkirke, Frederik V's Kapel, faldt han i en nervefeber, som bortrev ham den 20. marts 1822. Forældrene jordede deres lyst og håb lige uden for kapellets mure.
Gottfried Schaper er begravet på Assistens Kirkegård.

## Værker
- Konduktørarbejde for C.F. Harsdorff, bl.a. ved Erichsens Palæ og ved Amalienborg (fra 1792)
- Fuldendte Erichsens Palæ efter Harsdorffs død (1799-1801)
- Gravmæle over Johan Clemens Tode på Assistens Kirkegård (1806)
- Huset Peder Hvitfeldts Stræde 6 (1811-13)
- Huset Købmagergade 57-57A (1818-21)